# Autoproduction (film)
Pour plus de détails, voir Fiche technique et Distribution.
Autoproduction est un documentaire français réalisé par Virgil Vernier et sorti en 2009.

## Synopsis
Virgil Vernier suit le réalisateur  Nicola Sornaga sur son deuxième long-métrage, Monsieur Morimoto (sélectionné à la 40e Quinzaine des réalisateurs au festival de Cannes 2008, Prix d'interprétation au festival de Bucarest) : une fiction dans les rues de Belleville dont le héros est un Japonais de 60 ans qui ne parle pas français. Ou comment faire un film avec humour envers et contre tout.

## Fiche technique
- Titre : Autoproduction
- Réalisation : Virgil Vernier
- Photographie : Virgil Vernier
- Son : Jocelyn Robert
- Montage : Pascale Hannoyer
- Société de production : Tricycle Productions
- Pays de production :  France
- Genre : documentaire
- Durée : 74 minutes
- Date de sortie : France - 13 mars 2009

## Sélection
- 2009 : Festival Cinéma du réel[1]